# Kostener Kreisbahnen
| Kostener Kreisbahnen | Kostener Kreisbahnen |
| -------------------- | -------------------- |
| Spurweite:           | 1435 mm (Normalspur) |
|                      |                      |

Die Kostener Kreisbahnen betrieben die Kleinbahnstrecke von Kosten (polnisch Kościan) über Jägern (Jerka) nach Gostingen (Gostyń).

## Geschichte
Der ehemalige Kreis Kosten lag im Süden der früheren preußischen Provinz Posen. Von der Kreisstadt Kosten, die Anfang des 20. Jahrhunderts etwa 7.800 Einwohner zählte und seit 1856 durch die Hauptstrecke Posen–Lissa (Poznań–Leszno) an das Eisenbahnnetz angeschlossen war, führte die normalspurige Kleinbahn über den Kreuzungsbahnhof Jägern in südöstlicher Richtung nach der Nachbarkreisstadt Gostingen an der Staatsbahnstrecke Jarotschin–Lissa (Jarocin–Leszno).
Die Strecke wurde von der Vereinigten Eisenbahnbau- und Betriebs-Gesellschaft in Berlin erbaut und am 6. Oktober 1900 in ihrer vollen Länge von 41 Kilometern in Betrieb genommen. Ab 1. Januar 1911 übernahm der Kreis selbst die Betriebsführung. Es standen vier Dampflokomotiven (T 3), sechs Personenwagen, zwei Packwagen und 30 Güterwagen zur Verfügung.
Nach dem Ersten Weltkrieg kam sie unter polnische Verwaltung und nannte sich Kościanska Kolej Powiatowa. Während des Zweiten Weltkrieges führten zuletzt die Gaubahnen Wartheland den Betrieb.